# 1124
Năm 1124 là một năm trong lịch Julius.